# Kongress von Łubnice
Der Kongress von Łubnice (polnisch Zjazd w Łubnicach) fand am 12. Juni 1397 in Łubnice auf Initiative der schlesischen Herzöge und Bischöfe statt. 

## Kongress
Die meisten Piastischen Herzogtümer in Schlesien waren im 14. Jahrhundert vom Königreich Polen an das Königreich Böhmen gefallen. Das Königreich Böhmen erlebte jedoch im ausgehenden 14. Jahrhundert eine Krise unter Wenzel dem Faulen, was das Aufkommen von Konflikten und Raubrittern im Grenzgebiet zwischen Böhmen und Polen begünstigte. Um diesen Einhalt zu gebieten, wandten sich dreizehn Herzöge, zwei Bischöfe und ein Markgraf aus Schlesien bzw. Mähren an den polnischen König Władysław II. Jagiełło. Die Zusammenkunft fand am 12. Juni 1397 in Łubnice statt. Władysław II. Jagiełło sagte den schlesischen Herzögen Hilfe bei der Befriedung des Grenzgebietes zu, diese wiederum versprachen ihm, seinen Gegenspieler Władysław von Oppeln nicht mehr zu unterstützen. Władysław II. Jagiełło versprach zudem dem Herzog Przemislaus von  Teschen, dass er die Lande Lublinitz und Rosenberg von Krakauer Woiwoden als Pfand erhalten sollte.